# Valtsjedram
Valtsjedram (Bulgaars: Вълчедръм Valchedram) is een stad in oblast Montana. De stad ligt in het noordwesten van Bulgarije en maakt vormt, samen met tien nabijgelegen dorpen, de gemeente Valtsjedram. Valtsjedram ligt in de westelijke Donauvlakte. De stad Montana ligt 45 kilometer ten zuiden van de stad Valtsjedram, terwijl de stad Lom 20 kilometer ten noorden van de stad Valtsjedram ligt. In de stad Valtsjedram bevindt zich onder andere een Orthodoxe Kerk (gebouwd in 1936) en een museum.

## Geografie
De gemeente ligt in het noordoostelijke deel van de regio Montana. Met zijn oppervlakte van 431.514 bezet de 3e plaats van de 11 gemeenten van het gebied, die goed is voor 11,87% van het grondgebied van de regio. De limieten zijn als volgt:
- in het oosten - gemeente Kozlodoeï en Chaïredin van de oblast Vratsa;
- in het zuiden - Boïtsjinovtsi;
- in het westen - Yakimovo;
- in het noordwesten - de gemeente Lom;
- in het noorden - Roemenië.

## Bevolking
De gemeente Valtsjedram bestaat uit 11 nederzettingen: stad Valtsjedram en tien nabijgelegen dorpen. Op 31 december 2020 telde de stad Valtsjedram 2.958 inwoners en de gemeente Valtsjedram zo'n 8.206 inwoners. In 2011 woonden er nog 3.662 personen in de stad Valtsjedram en 9.900 personen in de gemeente Valtsjedram.

### Bevolkingsontwikkeling
De gemeente Valtsjedram is een van de snelst krimpende plaatsen in Bulgarije. Tussen de volkstellingen van 1975 en van 2011 halveerde de bevolking van zo'n 22 duizend naar minder dan 10.000 inwoners.
| stad Valtsjedram     | 8136  | 7862  | 7305  | 6481  | 4800  | 3662 |
| dorp Dolni Tsibar    | 1163  | 1286  | 1399  | 1498  | 1576  | 1586 |
| dorp Septemvrijtsi   | 3225  | 2967  | 2488  | 1924  | 1441  | 1149 |
| dorp Zlatija         | 3778  | 3073  | 2563  | 2070  | 1289  | 870  |
| dorp Mokresj         | 3696  | 2640  | 2185  | 1768  | 1150  | 803  |
| dorp Razgrad         | 3262  | 2763  | 2144  | 1638  | 1092  | 686  |
| dorp Tsjerni Vrach   | 1364  | 1128  | 936   | 783   | 676   | 507  |
| dorp Ignatovo        | 824   | 728   | 607   | 532   | 358   | 262  |
| dorp Gorni Tsibar    | 1883  | 1685  | 1481  | 950   | 390   | 196  |
| dorp Bazovets        | 1067  | 813   | 624   | 469   | 267   | 114  |
| dorp Botevo          | 325   | 246   | 219   | 180   | 107   | 65   |
| gemeente Valtsjedram | 28723 | 25190 | 21951 | 18293 | 13146 | 9900 |

### Religie
De meeste inwoners zijn orthodox of niet-religieus. Een groot deel van de bevolking heeft niet gereageerd op de volkstelling van 2011.
| Religieuze samenstelling van de gemeente Valtsjedram | Religieuze samenstelling van de gemeente Valtsjedram | Religieuze samenstelling van de gemeente Valtsjedram |
| Religie                                              | Aantal aanhangers                                    | %                                                    |
| ---------------------------------------------------- | ---------------------------------------------------- | ---------------------------------------------------- |
| Bulgaars-Orthodoxe Kerk                              | 6.218                                                | 62,8%                                                |
| Geen antwoord                                        | 1.749                                                | 17,7%                                                |
| Geen religie                                         | 1.234                                                | 12,5%                                                |
| Rooms-Katholieke Kerk                                | 41                                                   | 0,4%                                                 |
| Protestantisme                                       | 33                                                   | 0,3%                                                 |
| Overig                                               | 625                                                  | 6,3%                                                 |
| totaal                                               | 9.900                                                | 100%                                                 |

## Nederzettingen
De gemeente bestaat uit de onderstaande 11 plaatsen:
| stad Valtsjedram     | град Вълчедръм    | 3238 |
| Dolni Tsibar         | село Долни Цибър  | 1519 |
| Septemvrijtsi        | село Септемврийци | 1063 |
| Mokresj              | село Мокреш       | 715  |
| Zlatija              | село Златия       | 703  |
| Razgrad              | село Разград      | 617  |
| Tsjerni Vrach        | село Черни връх   | 473  |
| Ignatovo             | село Игнатово     | 230  |
| Gorni Tsibar         | село Горни Цибър  | 141  |
| Bazovets             | село Бъзовец      | 82   |
| Botevo               | Ботево            | 53   |
| gemeente Valtsjedram | община Вълчедръм  | 8834 |

Bestuurlijk centrum: Montana
 Berkovitsa - Boïtsjinovtsi - Broesartsi - Georgi Damjanovo - Lom - Medkovets - Montana - Tsjiprovtsi - Valtsjedram - Varsjets - Jakimovo